# Escut de Traiguera
L'escut de Traiguera és un símbol representatiu oficial de Traiguera, municipi del País Valencià, a la comarca del Baix Maestrat. Té el següent blasonament:
| « | Escut quadrilong, de punta redona. En camp de gules, d'or, una traiga. Al timbre, corona reial oberta. | » |

## Història
L'escut de Traiguera fou aprovat per Resolució del conseller de Justícia i Administracions Públiques de 8 de març de 2001, publicada en el DOGV núm. 3.977, de 10 d'abril de 2001.
Es tracta de l'escut tradicional de la vila, amb el senyal parlant de la traiga, la peça que subjecta el jou al timó de l'arada o a l'espigó de la carreta, al·lusiu al nom de la localitat.
Apareix representat en diversos monuments de la localitat: en la capella de la Font de Sant Vicent Ferrer, damunt de l'arc que obri la capella a l'exterior, datat el 1611; a les claus de la volta de la nau i a la portada de l'església de l'Assumpció, als costats de la fornícula, datats aquests últims el 1622 i; damunt la porta de l'Ajuntament, amb data de 1639.
A l'Arxiu Històric Nacional es conserven dues empremtes d'un segell en tinta de Traiguera de 1876 on hi apareix aquest escut.

Alcaldia, AHN, 1876.
Alcaldia, AHN, 1876.

Aquestes empremtes van acompanyades de la següent nota de l'alcalde d'aleshores, Bautista Vidal:
| «                                                                                  | (castellà) El presente sello solo tiene historia la especie de herradura que existe en su fondo, por constituir las armas de esta poblacion. Esa especie de herradura pues es un instrumento de labranza llamado vulgarmente trayga etimología de Trayguera. El terreno de este termino abunda en gran parte de arcilla y por cuya razón antiguamente se servian del ganado vacuno para ararlo; y esa trayga sirve en la yunta de bueyes para sujetar el arado al yugo. Esta es la única historia que se sabe por la tradicion respecto del sello. | (català) El present segell només té història l'espècie de ferradura que hi ha en el seu fons, per constituir les armes d'aquesta població. Aquesta espècie de ferradura, doncs, és un instrument de llaurança anomenat vulgarment traiga, etimologia de Traiguera. El terreny d'aquest terme abunda en gran part d'argila i per aquesta raó antigament se servien del ramat boví per llaurar-lo; i aquesta traiga serveix a la parella de bous per subjectar l'aladre al jou. Aquesta és l'única història que se sap per la tradició respecte del segell. | » |
| — Traiguera, 29. Nobre. 1876. El Alcalde. Bautista Vidar (Arxiu Històric Nacional) | | |   |